# Chiesa dei Santi Fabiano e Sebastiano (Sarzana)
La chiesa dei Santi Fabiano e Sebastiano è un luogo di culto cattolico situato nella frazione di Falcinello nel comune di Sarzana, in provincia della Spezia. La chiesa è sede della parrocchia omonima del vicariato di Sarzana della diocesi della Spezia-Sarzana-Brugnato.

## Storia e descrizione
La chiesa, così come è arrivata ai giorni nostri, doveva essere la cappella annessa al castello dei vescovi di Luni che nel corso dei secoli è andato tuttavia completamente distrutto.
Nel 1310 circa la chiesa fu quasi interamente ricostruita in stile romanico-gotico. Della sua antica struttura si conserva solamente la facciata esterna. Coevo di questo periodo dovrebbe essere l'attiguo campanile, dello stesso stile e simbolo della comunità di Falcinello.
All'interno si possono ammirare due tele di pregio di Domenico Fiasella, tra cui la Madonna con Santi, interamente restaurata alla fine degli anni settanta dalla Soprintendenza di Genova.